# Steve Gregg
Steve Gregg (n. 3 noiembrie 1955, Wilmington, Delaware, SUA – d. 11 septembrie 2024, Charleston, Carolina de Sud, SUA) a fost un înotător american, medaliat olimpic. A participat la o ediție a Jocurilor Olimpice (1976) în care a câștigat două medalii de argint.